# Hormuz Kéy
Hormuz Kéy est un réalisateur et universitaire français d'origine iranienne, né dans la province de Yazd (Iran) en 1962.

## Biographie
Hormuz Kéy s'installe en France au cours des années 1980. Ayant rencontré Marc Ferro, il soutient, sous sa direction, une thèse de doctorat sur le cinéma iranien : elle est publiée en 1999.
Son long métrage La vie est une goutte suspendue sort en France en 2007 après avoir été présenté dans plusieurs festivals.
En 2024, il présente Les Images des ombres, récit documentaire sous forme de lettre en images adressée à son grand-père.

## Filmographie
- 2002 : Filles d'Iran, un chemin secret dans la montagne (court métrage)
- 2007 : La vie est une goutte suspendue
- 2024 : Les Images des ombres (récit documentaire)

## Publications
- Le Cinéma iranien. Image d'une société en bouillonnement, préface de Marc Ferro, présentation de Jean-Claude Carrière, Éditions Karthala, 1999
- Cinéma et monde musulman. Cultures et interdits, avec Madkour Thabet, Mayyar Al-roumi et Dorothée Schmid, Éditions L'Harmattan, 2009
- Poupak. Conte philosophique iranien, Riveneuve, 2011